# Pithecopus nordestinus
Pithecopus nordestinus  é uma perereca (anuro que passa a maior parte de sua vida útil em árvores) da família Phyllomedusidae  que habita o Nordeste do Brasil, nas regiões adjacentes e na caatinga, nos estados do Piauí, Maranhão, Ceará, Rio Grande do Norte, Paraíba, Pernambuco, Alagoas, Sergipe, Bahia e Minas Gerais.
Nenhuma informação está disponível sobre o status da população e sua evolução demográfica é desconhecido 
A Pithecopus nordestinus mede cerca de 3,0 a 4,0 cm de comprimento e apresenta uma coloração composta na sua maioria de verde limão, que cobre todo o dorso do animal, branco no abdome, e laranja com listras negras nas porções internas das patas traseiras e dianteiras.
Apesar da coloração verde ser o que mais chama atenção nesta perereca, foi percebido que elas têm a capacidade de praticar mimetismo, adquirindo diversos tons de verde (desde o limão até o verde-musgo) e alcançando até o marrom, de acordo com a superfície onde estejam. Esta capacidade de se mimetizar, aliado ao fato de se movimentarem muito lentamente num padrão parecido com os bicho-preguiça (gêneros Bradypus e Choloepus), faz com que estas pererecas se tornem praticamente invisíveis aos seus predadores. São encontradas em grande parte do semiárido do nordeste do Brasil.
Esta perereca é normalmente criada como hobby em todo o mundo, onde são chamadas popularmente de rãs-macaco. No Brasil, sua criação ainda é proibida pelos órgãos governamentais. Essas espécie, como outras Pithecopus, muitas vezes são alvo da biopirataria.
Porque esta perereca produz uma substância que elimina o protozoário da Leishmaniose, esta espécie está agora sendo ameaçada. José Roberto Leite, coordenador da equipe do Núcleo de Pesquisa em Biodiversidade e Biotecnologia da Universidade Federal do Piauí, após testar a substância em células infectadas pela leishmania afirma que  “Entre dezenas de outras substâncias testadas, encontramos uma que pode dar origem a um fármaco muito mais eficaz que os existentes hoje”. A molécula se destacou contra a leishmaniose tegumentar, tipo da doença que se manifesta na pele. A substância foi extraída da secreção produzida pela Phyllomedusa nordestina, perereca  muito comum no Delta do Parnaíba, no Piauí. Segundo o pesquisador, o líquido extraído do dorso do animal tem alto poder antimicrobiano, sendo capaz de protegê-lo de bactérias e fungos.